# (23967) 1998 XQ12
1998 أكس كيو 12 (ويعرف أيضًا باسم (23967) 1998 أكس كيو 12 وفق تسمية الكوكب الصغير) (بالإنجليزية: 1998 XQ12)‏؛ هو كويكب ضمن حزام الكويكبات.
اكتُشف هذا الجُرم الفلكي بواسطة كورادو كورليفيتش في 14 ديسمبر 1998، وترتيبه 23967 من حيث الاكتشاف.

## الوصف
اكتُشف 239671998XQ في 14 ديسمبر 1998 في مرصد فيشنجان الفلكي، الواقع في فيشنجان، مقاطعة إستريا في كرواتيا، بواسطة عالم الفلك الكرواتي كورادو كورليفيتش. وقد رصد المشروع 2,370 مشاهدة للكويكب إلى غاية 5 فبراير 2022 بتوقيت منطقة المحيط الهادئ، أي في مدة قدرها 9,403 يومًا (25.8 عام). تستغرق الفترة المدارية للكويكب 1,920 يومًا (5.3 عام).

## الخصائص المدارية
يتميز مدار هذا الكويكب بنصف محور رئيسي يبلغ 3.02 وحدة فلكية، وحضيض قدره 2.64 وحدة فلكية، وانحراف قدره 0.127 وزاوية ميلان 14.3 درجة بالنسبة لمسار الشمس. بسبب هذه الخصائص، أي نصف المحور الرئيسي بين 2 و3.2 وحدة فلكية وحضيض أكبر من 1,666 وحدة فلكية، يُصنف هذا الجُرم الفلكي وفقًا لقاعدة بيانات مختبر الدفع النفاث لأجرام النظام الشمسي الصغيرة كائنًا من حزام الكويكبات الرئيسي.

## الخصائص الفيزيائية
يُقدر القدر المطلق (H) لـ239671998XQ بـ13.00 ووضاءته بـ0.148، مما يمكِّن تقدير قطره بـ 9.964كم. استُخلصت هذه النتائج بفضل ملاحظات مستكشف الأشعة تحت الحمراء عريض المجال (WISE)، وهو مرصد فضائي أمريكي وُضع في المدار في عام 2009 ويراقب السماء بأكملها بالأشعة تحت الحمراء، في عام 2011، نُشرت النتائج الأولى المتعلقة بالكويكبات من الحزام الرئيسي.

## وصلات خارجية
- (23967) 1998 XQ12 في قاعدة بيانات مختبر الدفع النفاث لأجرام النظام الشمسي الصغيرة

- الاكتشاف · مخطط المدار ·  العناصر المدارية · المعلمات المادية

- (23967) 1998 XQ12 على موقع ويكي سكاي: DSS2, SDSS, GALEX, IRAS, Hydrogen α, X-Ray, Astrophoto, Sky Map, Articles and images